# Переріслянська сільська територіальна громада

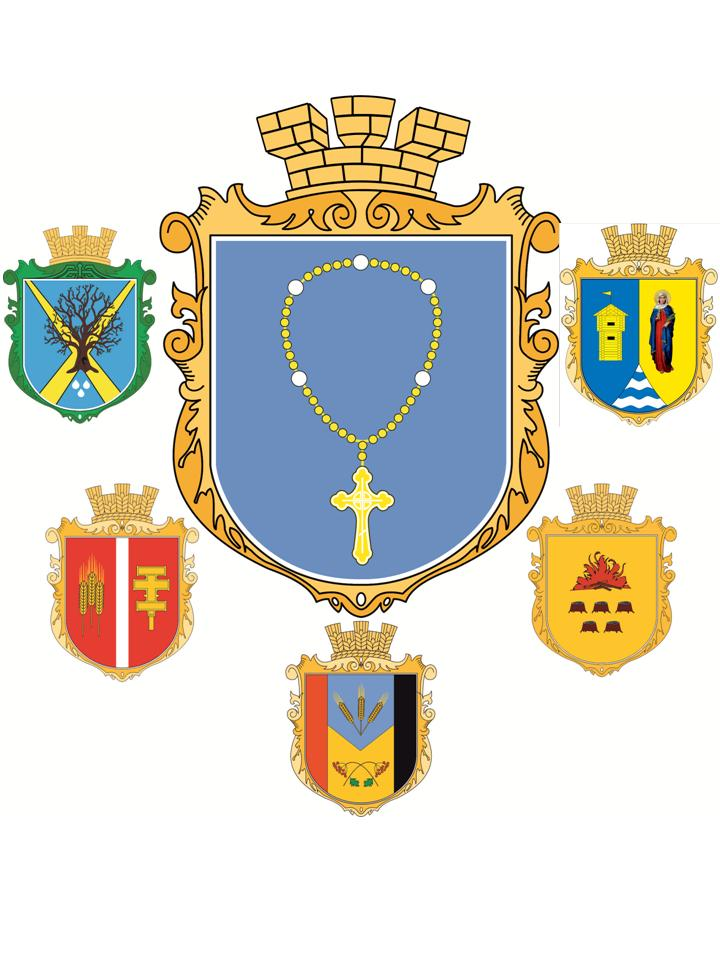
Великий герб Переріслянської територіальної громади

Переріслянська сільська громада — територіальна громада в Україні, в Надвірнянському районі Івано-Франківської області. Адміністративний центр — село Перерісль.
Площа громади — 83,61 км², населення — 8302 мешканці (2018).
Утворена 26 липня 2017 року шляхом об'єднання Волосівської, Гаврилівської, Переріслянської та Фитьківської сільських рад Надвірнянського району.

## Населені пункти
До складу громади входять 5 сіл: Волосів, Гаврилівка, Перерісль, Цуцилів та Фитьків.